# Cosmarium clepsydra
Cosmarium clepsydra là một loài Song tinh tảo trong họ Desmidiaceae, thuộc chi Cosmarium.